# Municipalità locale di Moretele
Moretele è una municipalità locale (in inglese Moretele Local Municipality) appartenente alla municipalità distrettuale di Bojanala della provincia del Nordovest in Sudafrica.
Il suo territorio si estende su una superficie di 1.378 km² ed è suddiviso in 24 circoscrizioni elettorali (wards).  Il suo codice di distretto è NW371.

## Geografia fisica

### Confini
La municipalità locale di Moretele confina a nord con quella di Thabazimbi (Waterberg/Limpopo), a est con quelle di Bela-Bela (Waterberg/Limpopo) e Nokeng tsa Taemane (Metsweding/Gauteng), a sud con il distretto metropolitano di Tshwane (Gauteng) e a ovest con quella di Madibeng.

### Città e comuni
- Agisaneng
- Amandebele A Lebelo
- Apies
- Bafokeng
- Bahwaduba
- Bakgatla Ba Ga Mosetlha
- Bakgatla Ba Mmakau
- Bakgatla Ba Mphe Batho
- Baphuthing Ba Ga Nawa
- Borakalalo Nature Reserve
- Diphala
- Jonathan
- Kopanong
- Kwaratsiepane
- Makapanstad
- Modimole Magogelo
- Mogogelo
- Moretele
- Swartbooistad
- Temba
- Thulwe
- Tshwane
- Tsoga o Itirele

### Fiumi
- Apies
- Kareespruit
- Kutswane
- Maririetsa
- Moretele
- Plat
- Rietspruit